# IC 2013
IC 2013 је ознака објекта на координатама са ректансцензијом 3h 56m 44,0s и деклинацијом - 17° 6" 36'. Открио га је Делајл Стјуарт, 1900. године. Каснијим посматрањима на том положају није уочен никакав астрономски објекат.